# Ribbesdorf
Ribbesdorf ist eine Wüstung bei Piesdorf, einem Ortsteil der Stadt Könnern im Salzlandkreis, der in Sachsen-Anhalt liegt.

## Lage
Ribbesdorf liegt zwischen Piesdorf und Belleben, etwas südlich des Schlackenbaches. Heute befindet sich an dem Ort ein Wäldchen, etwas nördlich führt ein Feldweg vorbei. Seine früher relativ große Flur mit mindestens 16 Hufen bildet heute den Südwestteil der Flur des ehem. Ritterguts Piesdorf. Teile der Flur wurden Ihlewitz zugewiesen.

## Geschichte
Nach Erich Neuß handelt es sich um ein deutsches Dorf der spätfränkischen Kolonisationszeit, das Anfang des 15. Jahrhunderts schon wüst gefallen war. In der Dorfstelle wurde in jüngerer Zeit altes Eisengerät und verbranntes Stroh dort gefunden. Von Neuß ist ein Teichdamm überliefert.

### Urkundliche Überlieferungen
Am 10. März 1324 schenken Joh. von Alsleben und sein Oheim Gumpert dem Kloster Mehringen zwei Hufen in Ribestorp, die Siridus de Scapstede bislang hatte.
Im Juni 1371 belehnte Erzbischof Albrecht III. die Vettern Albrecht und Hermann Voit mit vier Hufen und fünf Höfen in Rostorp.
Im Jahre 1447 belehnte dann Erzbischof Albrecht IV. Hans von Dieskau mit siebeneinhalb Hufen auf der Mark zu Ribstorf und im Jahre 1456 Hans von Poplitz mit vier Hufen auf dem Felde zu Ribbestorf. Am 24. Juli 1467 belehnte er dann noch die Brüder Kurt und Eberhard von Dieskau mit einem Teich und einer Hufe zu Ribbestorf. am 12. Mai 1467 belehnte derselbe Erzbischof dann noch Heinrich von Krosigk mit verschiedenen vormals Alslebischen Stiftsgütern, darunter sechs Hühner von sechs Höfen zu Rippestopf. Im Jahre 1467 belehnte er schließlich Markus von Popelitz u. a. mit vier Hufen auf dem Felde zu Ribbesdorf.
Nach 1442 übernahm Bernd (oder sein Sohn Hartwig) Steube das Rittergut Gerbstedt mit der Bauerschaft Ribbesdorf als Lehn von den Grafen Volker und Gebhard von Mansfeld.
Im Jahre 1477 belehnte Erzbischof Ernst Heinrich von Krosigk mit sechs Hühnern von sechs Höfen in Ryperstorf. Derselbe Erzbischof belehnte später Heinrich von Krosigk mit verschiedenen Einkünften aus Ribestorf. Später belehnte er die Brüder Bernd und Hartwig von Stoyben mit einem Schock Groschen von vier Hufen auf dem Felde von Rippesdorf. Im Jahre 1480 belehnte er dann Giselher, Kurt und Eberhard von Dieskau u. a. mit einem Teich und einer Hufe zu Ribbestorf.
Im Jahre 1511 verkauften die Brüder Hans und Otto von Dieskau an Lorenz von Krosigk unter anderem zweieinhalb Hufen zu Ribsdorf.
Erzbischof Albrecht V. belehnte am 16. Juni 1534 elf Brüder und Vettern aus dem Hause von Krosigk mit sechs Hühnern und sechs Höfen zu Ribesdorf.
Am 11. Juli 1665 belehnte das mansfeldische Oberaufseheramt Martin Christoph Steuben auf Friedeburg u. a. zu Ihlewitz mit 4 Groschen von einer Hufe zu Riebersdorf.